# Supercopa Sud-americana
La Supercopa Sudamericana va ser una competició per a clubs de futbol disputada entre els anys 1988 i 1997. També coneguda amb el nom de Supercopa Sudamericana João Havelange la disputaven tots els equips que havien estat campions de la Copa Libertadores de América en anys precedents. Fou reemplaçada per la Copa Mercosur i la Copa Merconorte el 1998.

## Equips convidats a disputar la Supercopa
- Argentina
  - Argentinos Juniors
  - Boca Juniors
  - Estudiantes de La Plata
  - Independiente de Avellaneda
  - Racing Club de Avellaneda
  - River Plate
  - Vélez Sársfield
- Brasil
  - Cruzeiro EC
  - Flamengo
  - Grêmio
  - Santos
  - São Paulo
  - Vasco da Gama (admès com a campió de la Copa de Campeones Sudamericanos de l'any 1948)
- Xile
  - Colo-Colo
- Colòmbia
  - Atlético Nacional
- Paraguai
  - Club Olimpia
- Uruguai
  - Nacional
  - Peñarol

## Campions
| Any  | Campió          | Resultat            | Finalista              |
| 1988 | Racing Club     | 2-1 / 1-1           | Cruzeiro EC            |
| 1989 | Boca Juniors    | 0-0 / 0-0 (5-3 pen) | Independiente          |
| 1990 | Club Olimpia    | 3-0 / 3-3           | Nacional de Montevideo |
| 1991 | Cruzeiro EC     | 0-2 / 3-0           | River Plate            |
| 1992 | Cruzeiro EC     | 4-0 / 0-1           | Racing Club            |
| 1993 | São Paulo FC    | 2-2 / 2-2 (5-3 pen) | CR Flamengo            |
| 1994 | Independiente   | 1-1 / 1-0           | Boca Juniors           |
| 1995 | Independiente   | 2-0 / 0-1           | CR Flamengo            |
| 1996 | Vélez Sársfield | 1-0 / 2-0           | Cruzeiro EC            |
| 1997 | River Plate     | 0-0 / 2-1           | São Paulo FC           |